# Freddie Bell & the Bellboys
Freddie Bell & the Bellboys was een Amerikaanse zanggroep uit de jaren 1950.

## Bezetting
- Freddie Bell[5] (29 september 1931 – 10 februari 2008)
- Gary Olds (1979 - 2008) - (zang, drums)
- Frankie Brent[6] (9 maart 1934 – 26 augustus 2002) - (bas, gitaar)
- Jerry Mayo[7] (31 augustus 1934 – 10 juni 2011) - (trompet)
- Russ Conti[8] alias Russell Caltabiano (20 oktober 1933 – 4 mei 1992) - (piano)

## Geschiedenis
De groep werd opgericht in 1952 door Freddie Bell, met Jack Kane (saxofoon), Frankie Brent (bas, gitaar), Russ Conti (piano), Louis Joeseph 'Chick Keeney Cicchini (drums) en Jerry Mayo (trompet). Ze waren een van de eerste blanke groepen, die r&b speelden en perfectioneerden hun act in het midwesten, voordat ze een reservering boekten in het Sands Hotel in Las Vegas. Later vervoegde Roberta Lynn zich bij de groep, die was getrouwd met Bell van 1961 tot 1973.
In 1951 maakten ze hun eerste opnamen voor Teen Records, inclusief een coverversie van Jerry Leiber & Mike Stoller's Hound Dog, eerder opgenomen door Big Mama Thornton. Toen de song werd vertolkt in Las Vegas, werd deze gehoord door Elvis Presley, die zo onder de indruk was dat hij besloot om de song zelf op te nemen.
De groep tekende bij Mercury Records in 1956, maar werden ook gezien bij filmproducent Sam Katzman. Hij bood hen een rol aan in de eerste rock-'n-roll-film Rock Around the Clock met Bill Haley. De eerste single voor hun nieuwe label werd gedeeld met Jerry Wallace, die later een hit scoorde met How The Time Flies bij Challenge Records. Deze opname bij Wing Records (een dochteronderneming van Mercury Records) was I Said It And I'm Glad / Eyes Of Fire Lips Of Wine (B-kant Jerry Wallace) en werd gepubliceerd in februari 1956. Hun tweede opname werd gepubliceerd op dezelfde datum.
De A-kant Ding Dong (Freddie Bell And The Bellboys song) werd geschreven door Bell en zijn vriend Pep Lattanzi in 1953 en werd vertoond in de film. Later bekend als Giddy Up a Ding Dong, werd het geen hit in de Verenigde Staten, maar wel in Australië, Frankrijk en het Verenigd Koninkrijk, waar het opklom naar de 4e plaats in de Britse hitlijst. De groep verscheen ook in de film Rumble on the Docks (1956). In 1957 kregen ze een van de eerste Amerikaanse rock-'n-roll-acts om te toeren door het Verenigd Koninkrijk.
In 1964 traden ze op in de film Get Yourself a College Girl, met bands als The Dave Clark Five en The Animals. Hoe dan ook, hun internationale tournees deden te weinig om de populariteit van de groep te vergroten in de Verenigde Staten, waar ze geen hits hadden. Ze gingen verder en hadden enkele jaren succes in Las Vegas, dankzij hun veelbelovende podiumshows.

## Overlijden
Freddie Bell overleed in 2008 op 76-jarige leeftijd, net als Jerry Mayo, die ook overleed op 76-jarige leeftijd op 10 juni 2011.